# Villa Garzoni

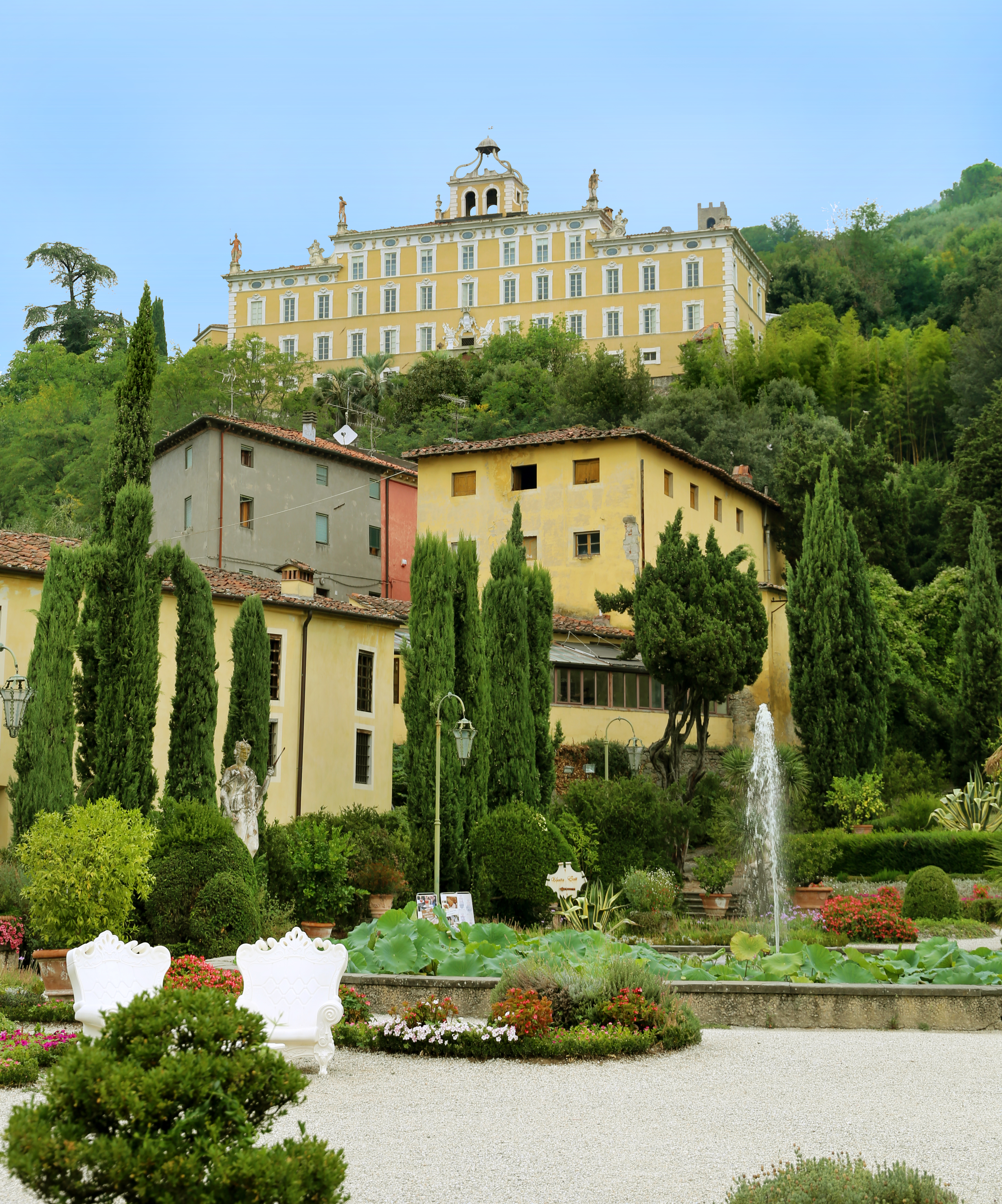
La villa Garzoni.

La villa Garzoni est une villa de style baroque à Collodi en Toscane.

## La villa
La villa Garzoni barre presque l'accès au vieux bourg qui semble rassemblé derrière elle, elle fut construite entre 1633 et 1652 sur les restes du château des Garzoni.
C’est un puissant édifice dont les pièces se distinguent par la couleur différente de leurs tapisseries. La Chambre Rouge où on dit que logea Napoléon Bonaparte et la grande cuisine méritent une mention particulière. Y travaillèrent les grands-parents de Carlo Lorenzini et lui-même y passa une grande partie de son enfance. Le parc réalisé aux temps de la construction de la villa et enrichi successivement de statues et de jeux d'eau revêt un très grand intérêt. De l'entrée, deux splendides montées à double rampes introduisent aux terrasses supérieures. Là, une longue cascade se conclut avec une statue de la Renommée qui souffle dans une conque de laquelle jaillit très haut un jet d'eau. Des curiosités de divers genres animent les parcours latéraux. Revêtent un intérêt particulier aussi bien le Petit Théâtre que le Labyrinthe, un des rares parmi ceux d'âge baroque à être parvenu jusqu'à nous. Les Bains, normalement séparés selon le sexe des baigneurs, étaient dotés d'une ambiance musicale commune animée par la présence de musiciens disposés de façon à ne pas pouvoir voir ce qui s’y passait.
Au-delà du porche et de la cour, on aperçoit le bizarre et délicieux Pavillon d'été, œuvre de la seconde moitié du XVIIIe siècle que certains attribuent à Ottavio Diodati, aux formes curvilignes recherchées contrastant avec la linéarité de la Villa elle-même. La famille Garzoni, propriétaire jusqu'aux années 1920, avait été, depuis le XIVe siècle, maîtresse du pays et des territoires environnants.

## Le jardin de la villa

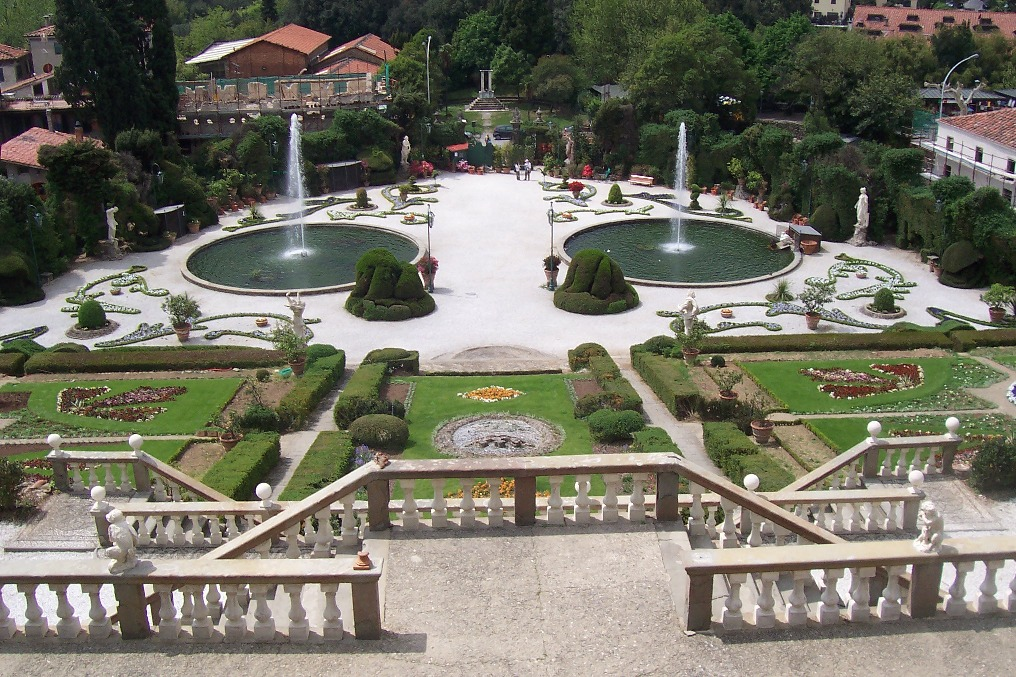
Le jardin baroque

La renommée européenne de la villa est cependant surtout liée à son splendide jardin baroque, un des rares en Europe que l’on peut encore apprécier dans ses formes et ses structures d’origine. Commencé au XVIIe siècle, avec la restructuration de la Villa, et terminé à la fin du XVIIIe d’après des plans d'Ottaviano Diodati, il devint vite très connu pour son extraordinaire impact visuel. Il exploite en effet savamment la pente de la colline pour proposer de grands escaliers, des jeux d'eau, des groupes de sculptures allégoriques et mille parcours secondaires, enrichis de grottes, de petits édifices, de statues en terre cuite, etc.